# Влаховић (Глина)
Влаховић је насељено мјесто на подручју града Глине, у Банији, Република Хрватска.

## Историја
Влаховић се од распада Југославије до августа 1995. године налазио у Републици Српској Крајини.

## Култура
У Влаховићу се налази храм Српске православне цркве посвећен Св. пророку Илији. Саграђен је 1860. године. Запаљен је у Другом свјетском рату од стране усташа 1942. године. Обнова је започета 1990. године, међутим због распада земље и грађанског рата потом, иста није још увек довршена.

## Становништво
На попису становништва 2011. године, Влаховић је имао 73 становника.
| Националност       | 1991. | 1981. | 1971. | 1961. |
| Срби               | 286   | 304   | 434   | 527   |
| Југословени        | 2     | 52    | 7     |       |
| Хрвати             |       |       | 3     | 3     |
| остали и непознато |       | 2     | 4     | 4     |
| Укупно             | 288   | 358   | 448   | 534   |

| Демографија | Демографија | Демографија |
| Година      | Становника  | Становника  |
| ----------- | ----------- | ----------- |
| 1961.       | 534         |             |
| 1971.       | 448         |             |
| 1981.       | 358         |             |
| 1991.       | 288         |             |
| 2001.       | 106         |             |
| 2011.       |             | 73          |

## Презимена
| - Гаћеша — Православци - Демоња — Православци - Јовичић — Православци - Кнежић — Православци - Лазић — Православци - Менићанин — Православци - Мишић — Православци | - Мраковић — Православци - Невајда — Православци - Новаковић — Православци - Роксандић — Православци - Славнић — Православци - Тодоровић — Православци - Шесто — Православци - Шпановић — Православци |

## Знамените личности
- Васиљ Гаћеша, народни херој Југославије
- Никола Демоња, народни херој Југославије